# Lomatogoniopsis alpina
Lomatogoniopsis alpina är en gentianaväxtart som beskrevs av T.N. Ho och S.W. Liu. Lomatogoniopsis alpina ingår i släktet Lomatogoniopsis och familjen gentianaväxter. Inga underarter finns listade i Catalogue of Life.